# Supersypnoides sabulosa
Supersypnoides sabulosa là một loài bướm đêm trong họ Noctuidae.